# Carl Gustaf Warmholtz
Carl Gustaf Warmholtz, född den 1 januari 1713 i Stockholm, död den 28 mars 1785 på Kristineholm, var en svensk lärd och samlare av historisk litteratur. Han var son till Johan Konrad Warmholtz och svärfar till Peter Schönström.
Warmholtz bedrev studier vid Uppsala och flera utländska universitet, tjänstgjorde en tid som guvernementssekreterare i Ypern (Flandern) och knöt förbindelser med framstående lärde i Republiken Förenade Nederländerna, Tyskland med flera länder. Han var gift med den holländskfödda Françoise Marguerite Janiçon. År 1741 fick han av Fredrik I titeln hessiskt hovråd. Till Sverige återkom han 1744 eller 1745. Warmholtz föredrog lanthushållarens liv framför ämbetsmannens och inköpte omkring 1747 säteriet Kristineholm nära Nyköping. Han upphöjdes 1756 i adligt stånd, men tog aldrig introduktion på Riddarhuset. 
Warmholtz, som före sin hemkomst hade till franska översatt Nordbergs "Konung Carl den XII:s historia" (1742), började tidigt och fortsatte till sin död med iver samla, ordna, läsa och granska alla åtkomliga in- och utländska tryckta skrifter och handskrifter, som berörde Sveriges politiska, kyrko-, lärdoms-, rätts- och naturalhistoria, geografi med mera. Efter mönstret av pater Jacques  Lelongs "Bibliothèque historique de la France" (1719) sammanskrev han Bibliotheca historica sueo-gothica; eller förtekning uppå så väl trykte, som handskrifne böcker, tractater och skrifter, hvilka handla om svenska historien, eller därutinnan kunna gifva ljus; med critiska och historiska anmärkningar (15 delar, 1782–1817), i vilket arbete 9 744 nummer är upptagna. 
De två första delarna trycktes i Stockholm på Gjörwells förlag 1782–1783; sedan ännu ett par delar utkommit med understöd av Fredenheim, sålde Gjörwell 1796 förlaget till Uppsala universitetsbibliotek, som utgav de sista banden, delvis med understöd av kronprinsen Karl Johan (delarna 12–15). Ett register till hela arbetet utgavs 1889 av Aksel Andersson. Warmholtz betydliga bibliotek (6–7 tusen band och omkring 100 kartor) såldes 1780 för 1 000 riksdaler specie till Uppfostringssällskapet, men skingrades 1794. Utom detta svenska bibliotek ägde Warmholtz även ett annat, mest utländsk litteratur, vilket kvarstod på Kristineholm efter hans död. Även detta skingrades vid olika tillfällen.